# Domek loretański w Głogówku

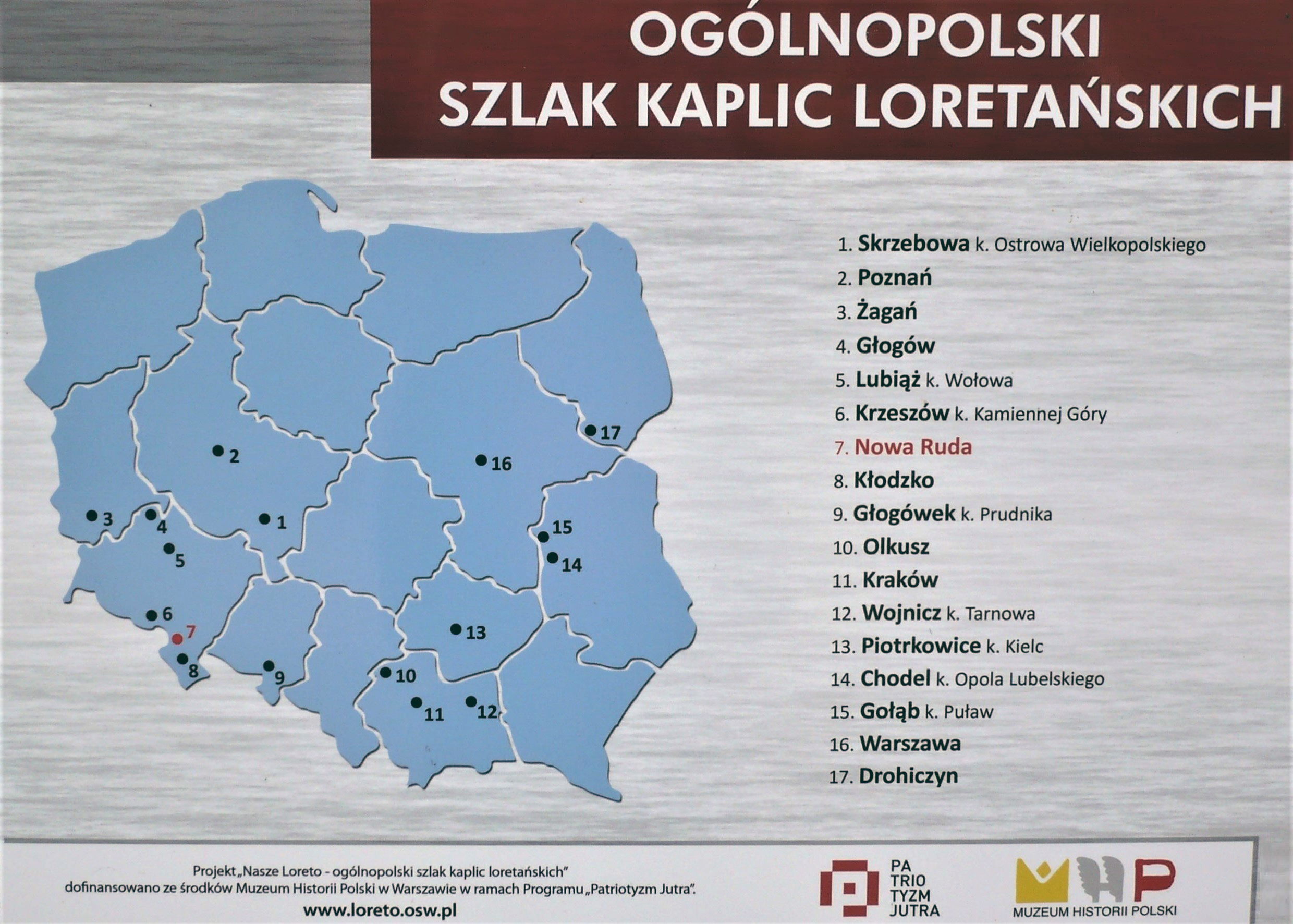
Ogólnopolski szlak kaplic loretańskich - tablica

Domek loretański w Głogówku – budowla niewielkich rozmiarów znajdująca się w kaplicy kościoła franciszkanów w Głogówku, zbudowana w latach 1630–1634 z fundacji hrabiego Jerzego III Oppersdorffa. Jest jednym z domków loretańskich w Polsce zbudowanym na wzór „Świętego domu” Santa Casa w Loreto.

## Historia
Fundator budowli, hrabia Jerzy III Oppersdorff dwukrotnie podróżował do sanktuarium w Loreto, gdzie wykonał rysunki, które potem posłużyły mu do wybudowania kopii Santa Casa w Głogówku. Budyneczek domku znajdował się pierwotnie na zewnątrz kościoła franciszkanów, po jego północnej stronie. W roku 1636 hrabia polecił rozbudować franciszkańską świątynię, w efekcie czego domek loretański znalazł się wewnątrz nowej kaplicy kościoła.

## Architektura, dekoracje malarskie i rzeźbiarskie

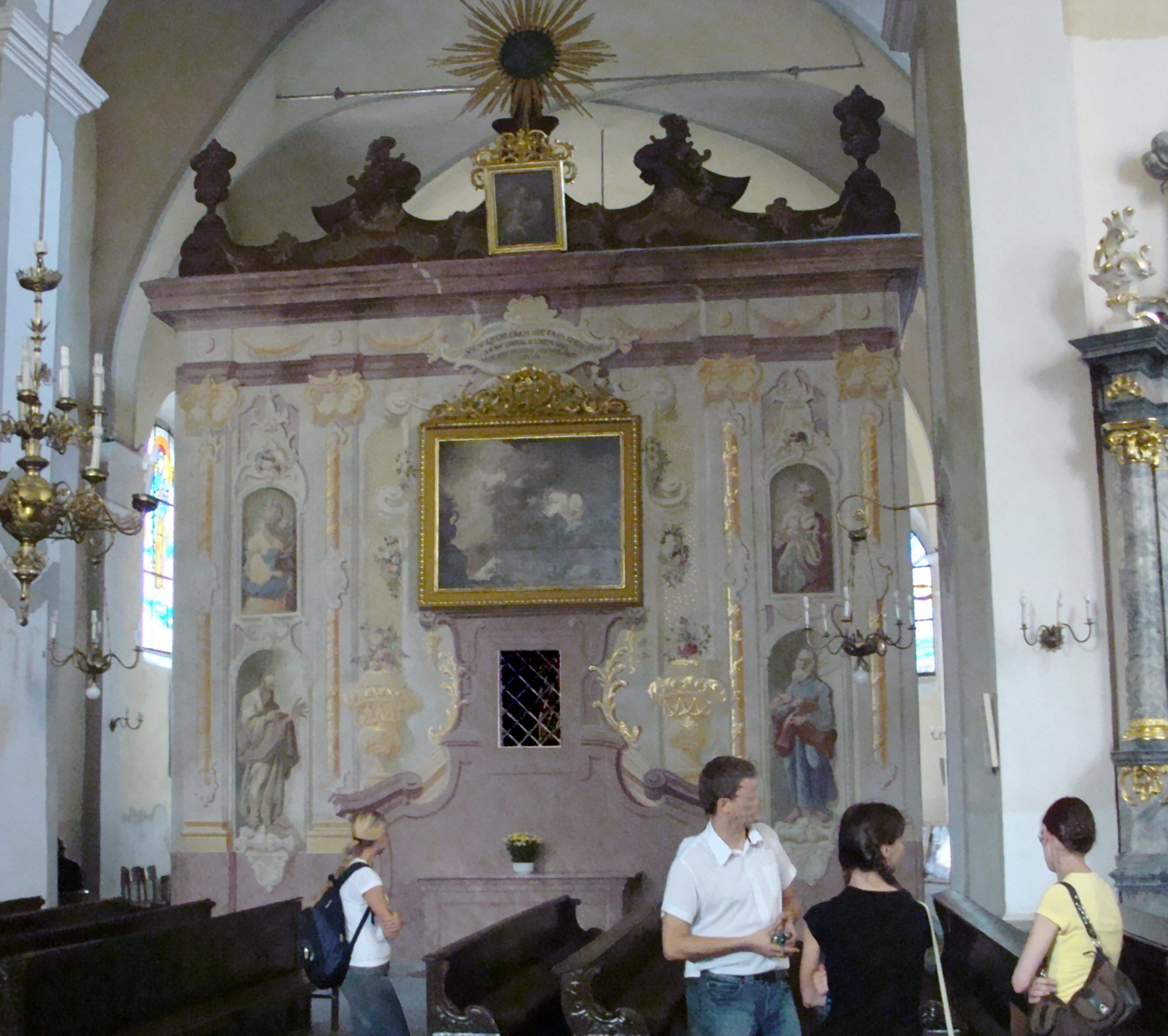
Widok na kaplicę z domkiem

Domek zbudowany został w stylu barokowym na planie prostokąta z jedną nawą, do której prowadzą wejścia z dwóch ścian bocznych. Front ozdobiony jest rokokowym szczytem z glorią maryjną. Ściany budowli pokryte są dekoracjami imitującymi elementy architektoniczne - dzieło morawskiego artysty Franciszka Antoniego Sebastiniego wykonanymi w latach 1770-1780 z fundacji hrabiego Henryka Ferdynanda Oppersdorffa.
Wewnątrz, na ołtarzu chronionym ozdobną kratą, umieszczona jest kopia figury Matki Boskiej z Loreto.

## Legenda
Zgodnie z legendą, jeszcze w czasie pobytu Franciszka Antoniego Sebastiniego w Głogówku, kaplica miała być początkowo otynkowana wewnątrz, lecz tynki  się rozpadły. Artysta starannie odmalował kapliczkę, jednak sytuacja powtórzyła się trzykrotnie, więc autor odczytał w tym Bożą wolę i na pozostałościach tynku namalował freski.